# Feldolling
Feldolling ist ein Ortsteil der Gemeinde Feldkirchen-Westerham im Landkreis Rosenheim.

## Geographie
Das Kirchdorf liegt auf einer Höhe von 543,5 m ü. NN, seine Einwohnerzahl beträgt 926 (Stand 18. Juni 2024).
Feldolling liegt an der Mangfall und wird durch die Bahnlinie der Mangfalltalbahn in zwei Hälften aufgeteilt.

## Verkehrsanbindung
Feldolling hat seit dem 9. Juni 2019 einen Haltepunkt an der Mangfalltalbahn (Bahnstrecke Rosenheim – Holzkirchen).
Die Busanbindung an den ÖPNV ist durch die RVO-Buslinien 276 und 277 von Bad Aibling über Bruckmühl nach Aying gegeben.

## Hochwasserschutzmaßnahmen
Feldolling spielt in den Planungen der Hochwasserschutzmaßnahmen an der Mangfall eine wichtige Rolle, da am südöstlichen Rand des Ortes ein Seitenpolder geplant ist, der Hochwasserspitzen abfangen soll. Derzeit ist diese geplante Maßnahme bei den Bürgern Feldollings umstritten, da unter anderem Auswirkungen auf den Grundwasserspiegel nicht geklärt sind: Beim Pfingsthochwasser 1999 und in weiteren Jahren stieg der Grundwasserspiegel soweit an, dass Keller insbesondere im südlichen, tiefer gelegenen Teil des Ortes geflutet wurden. Bei der Flutung eines Seitenpolders könnte der Grundwasserspiegel sich weiter erhöhen und daher den Ort zusätzlich gefährden.

## Wirtschaft
- W. L. Gore & Associates betreibt ein Werk in Feldolling zur Herstellung von Gewebe, Membranen, industriellen Dichtungen, Filterprodukten und Belüftungselementen.
- JNS Dachtechnik
- Gewerbegebiet Weidach

## Sehenswürdigkeiten und Kultur
Siehe auch: Liste der Baudenkmäler in Feldolling
- Katholische Kirche St. Nikolaus, spätgotische Anlage, im Jahr 1525 dem heiligen Nikolaus geweiht, viel besuchtes Kunstkleinod.
- alljährliche Veranstaltungen:
  - Weinfest des Burschenverein Feldolling
  - Dreschflegelfest
  - Dorffest

## Einrichtungen des Ortes
- Tennishalle
- Bau- und Wertstoffhof der Gemeinde
- Kläranlage der Gemeinde (ausgelegt für 20.000 Einwohner). Die Feldollinger Anlage klärt auch die Abwässer der Gemeinde Weyarn

## Vereine
- Freiwillige Feuerwehr Feldolling
- Burschenverein Feldolling
- Historischer Verein Feldollinger Dreschflegel